# مطار الطور
مطار الطور (إياتا: ELT، إيكاو: HETR) هو مطار يقع على بعد 3 كم جنوب مدينة الطور عاصمة محافظة جنوب سيناء، تبلغ مساحة أرض المطار حوالي 6,43 كم²، ويتكون المطار من مبنى واحد للركاب؛ يستوعب 100 راكب في الساعة.
أنشئ المطار في عام 1949 بغرض خدمة الحجاج فكانت تجرى به إجراءات الحجر الصحى للقادمين من المملكة العربية السعودية ثم ينقل الحجاج من هذا المطار إلى مطار ألماظة بالقاهرة، توقف المطار عن العمل بعد حرب 1967. أعيد افتتاح المطار مرة أخرى عام 1984 أمام الحركة الجوية المحلية فقط، طور المطار في عام 1996 وافتتح عام 2000.